# Egon Martyrer
Egon Martyrer (* 25. Februar 1906 in Seehausen (Altmark); † 5. November 1975 in Hannover) war ein deutscher Maschinenbauingenieur und Hochschullehrer in Danzig und Hannover.

## Leben
Nach seinem Schulabschluss und dem anschließenden Maschinenbaustudium an der TH Hannover arbeitete Martyrer von 1929 bis 1932 als Assistent an der RWTH Aachen und promovierte dort. In den Folgejahren war er in der Industrie tätig.
Zum 1. Mai 1937 trat er der NSDAP bei (Mitgliedsnummer 4.378.597); außerdem gehörte er ab 1933 dem NSKK, ab 1938 dem Nationalsozialistischen Deutschen Dozentenbund sowie der NSV, dem NS-Bundes Deutscher Technik, dem NSAHB und der Technischen Nothilfe (TN) an, die in der NS-Zeit zur Dienststelle des Reichsführers SS gehörte. Im NSKK bekleidete er den Rang eines Truppführers, in der TN den hohen Posten als Gefolgschaftsführer und war stellvertretender Vorsitzender des VDI im NS-Bund Deutscher Technik. 1938 erhielt Martyrer einen Ruf als Professor an die Technische Hochschule Danzig. Von 1941 bis 1945 war er Rektor der TH Danzig.  Die Berufung in das Rektorenamt setzte in der damaligen Zeit eine starke Bindung an den Nationalsozialismus voraus.
Nach der Flucht bewarb er sich bereits im Dezember 1945 auf den Lehrstuhl für Wasserturbinen und Allgemeinen Maschinenbau der Fakultät für Maschinenwesen an der RWTH Aachen, wurde jedoch nicht berufen. Erfolg hatte er 1949 an der TH Hannover, wo er fortan den Lehrstuhl am Institut für Maschinenelemente und hydraulische Strömungsmaschinen innehatte. Von 1959 bis 1960 war er Rektor der TH Hannover. Von 1960 bis 1962 war Martyrer stellvertretender Vorsitzender des Vereins Deutscher Ingenieure (VDI).
Martyrer machte mehrere Erfindungen, für die er Patente erhielt.

## Auszeichnungen
- Ein Saal im Institut für Maschinenelemente, Konstruktionstechnik und Tribologie der Universität Hannover ist nach ihm benannt.
- 1971 Goldene Ehrennadel des VDI.
- 1971 Niedersächsische Verdienstmedaille verbunden mit dem Großen Verdienstkreuz.

## Schriften
- Kraftmessungen an Widerstandskörpern und Flügelprofilen im Wasserstrom bei Kavitation. Dissertation RWTH Aachen, 1932.
- mit Josef Jehlicka und August Schalitz: Kleines Lexikon Getriebe und Kupplungen. DVA, Stuttgart 1964.
- als Mitherausgeber: Dubbel – Taschenbuch für den Maschinenbau. 13. Auflage. Springer, Berlin.
- Erinnerung an meine letzten Tage in der Technischen Hochschule Danzig. In: Gesellschaft der Freunde der Technischen Hochschule Danzig (Hrsg.): Beiträge und Dokumente zur Geschichte der Technischen Hochschule Danzig 1904–1945: zum 75. Gründungstag. 1979, S. 45–48.